# Чемпіонат України з регбіліг 2012
Чемпіонат України 2012 року з регбіліг.
Четвертий чемпіонат України з регбіліг серед чоловіків 2012 року розіграли 4 команди Ліги І, які провели турнір у три кола.

## Учасники
«Легіон XIII» (Харків), «Тигри Донбасу» (Донецьк), «Носороги» (Кривий Ріг), «Атлант» (Дніпропетровськ).

## Ліга І
| М | Команда         | 1                  | 2                  | 3                 | 4                  | В | Н | П | Р:О     | О  |
| - | --------------- | ------------------ | ------------------ | ----------------- | ------------------ | - | - | - | ------- | -- |
| 1 | «Легіон ХІІІ»   |                    | 66:6, 46:32, 50:32 | 66:0, 54:0, 50:8  | 78:4, 72:0, 74:1   | 9 | 0 | 0 | 556:73  | 27 |
| 2 | «Тигри Донбасу» | 6:66, 32:46, 32:50 |                    | 38:6, 34:18, 96:0 | 96:4, 89:18, 132:0 | 6 | 0 | 3 | 555:208 | 21 |
| 3 | «Носороги»      | 0:66, 0:54, 8:50   | 6:38, 18:34, 0:96  |                   | 60:6, 58:16, 52:4  | 3 | 0 | 6 | 202:354 | 15 |
| 4 | «Атлант»        | 4:78, 0:72, 1:74   | 4:96, 18:89, 0:132 | 6:60, 16:58, 4:52 |                    | 0 | 0 | 9 | 53:611  | 9  |